# Torreón
Torreón ist eine 1893 gegründete Stadt im mexikanischen Bundesstaat Coahuila und liegt 1000 km nördlich von Mexiko-Stadt. Die Stadt liegt 1122 m hoch und ihre Einwohneranzahl beträgt 608.836 Menschen (Stand: 2010)

## Geografie
Die Städte Torreón, Gómez Palacio und Ciudad Lerdo liegen im La Laguna („die Lagune“) bzw. Comarca Lagunera genannten Becken, welches seit jeher durch eine große ökonomische Aktivität gekennzeichnet ist. Der Name La Laguna leitet sich von zwei einstigen, mittlerweile jedoch ausgetrockneten Lagunen her: der Lagune von Mayran und der Lagune von Viesca.

## Klima
|                       | Jan  | Feb  | Mär  | Apr  | Mai  | Jun  | Jul  | Aug  | Sep  | Okt  | Nov  | Dez  |   |       |
| Mittl. Tagesmax. (°C) | 22,3 | 25,3 | 25,8 | 32,5 | 35,3 | 35,4 | 34,2 | 33,7 | 31,8 | 29,5 | 26,1 | 22,7 | ⌀ | 29,6  |
| Mittl. Tagesmin. (°C) | 6,8  | 8,6  | 12,0 | 15,6 | 19,0 | 20,8 | 20,5 | 20,3 | 18,6 | 15,2 | 10,3 | 7,4  | ⌀ | 14,6  |
|                       |      |      |      |      |      |      |      |      |      |      |      |      |   |       |
| Niederschlag (mm)     | 11,3 | 3,5  | 1,7  | 5,7  | 21,1 | 33,5 | 34,6 | 36,9 | 44,3 | 18,0 | 6,7  | 10,6 | Σ | 227,9 |
|                       |      |      |      |      |      |      |      |      |      |      |      |      |   |       |
| Regentage (d)         | 2,2  | 0,8  | 0,4  | 1,4  | 3,2  | 4,3  | 6,2  | 5,5  | 5,6  | 3,0  | 1,7  | 2,2  | Σ | 36,5  |

| 6,8 |

| 8,6 |

| 12,0 |

| 15,6 |

| 19,0 |

| 20,8 |

| 20,5 |

| 20,3 |

| 18,6 |

| 15,2 |

| 10,3 |

| 7,4 |

| 6,8 |

| 8,6 |

| 12,0 |

| 15,6 |

| 19,0 |

| 20,8 |

| 20,5 |

| 20,3 |

| 18,6 |

| 15,2 |

| 10,3 |

| 7,4 |

## Geschichte
Aufgrund des hier florierenden Baumwollanbaues entwickelte sich Torreón schon bald nach seiner Gründung zu einem wirtschaftlichen Zentrum. Die Stadt beherbergte seit dem 19. Jahrhundert eine wirtschaftlich sehr aktive chinesische Gemeinde, die 600 bis 700 Mitglieder zählte. Als während der Mexikanischen Revolution 1911 revolutionäre Streitkräfte Torreón einnahmen, wurde sie zum Ziel pogromartiger Übergriffe. Ein im Gefolge der Revolutionstruppen auftauchender plündernder Mob fiel damals über die chinesische Kolonie her und ermordete fast die Hälfte ihrer Mitglieder (303 Menschen). Das Massaker an den chinesischen Bewohnern der Stadt war ein bis dahin einzigartiger Fall in Mexiko, der sich in diesem Ausmaß auch nachher nicht mehr wiederholen sollte.
Die Tatsache, dass die Stadt auch ein wichtiger Bahnknotenpunkt war, den alle in den Norden und Süden Mexikos fahrenden Züge passieren mussten, machte sie in militärischer Hinsicht äußerst wertvoll. Daher lieferten sich während der Mexikanischen Revolution die von der jeweiligen mexikanischen Regierung kontrollierten Bundestruppen, die federales, mit den Revolutionsarmeen harte Kämpfe um den Besitz der Stadt. Dreimal (1913, 1914 und 1916) gelang beispielsweise dem mexikanischen Revolutionsführer Pancho Villa die Einnahme von Torreón. Im Jahr 1914 waren auch weibliche Soldaderas unter der Führung von Petra Herrera an der Einnahme der Stadt beteiligt.

## Kirchenorganisation
Seit 1957 ist die Stadt Sitz de römisch-katholischen Bistums Torreón.

## Partnerstädte
Torreón hat sechzehn Partnerstädte:
| Stadt           | Land             | seit |
| --------------- | ---------------- | ---- |
| Chihuahua       | Mexiko           |      |
| Coro            | Venezuela        |      |
| Culiacán        | Mexiko           | 2007 |
| Durango         | Mexiko           | 2012 |
| El Paso         | Texas, USA       |      |
| Fresno          | Kalifornien, USA |      |
| Hamburg-Harburg | Deutschland      | 2011 |
| Hermosillo      | Mexiko           |      |
| Laredo          | Texas, USA       | 2004 |
| Monterrey       | Mexiko           |      |
| Paris           | Frankreich       | 2006 |
| Reynosa         | Mexiko           |      |
| Saltillo        | Mexiko           | 2013 |
| San Antonio     | Texas, USA       |      |
| São Paulo       | Brasilien        | 2011 |
| Xalapa          | Mexiko           |      |

## Söhne und Töchter der Stadt
- Baby Arizmendi (1914–1962), Boxweltmeister
- Bibiana Candelas (* 1983), Beachvolleyballspielerin
- Guillermo Cantú (* 1968), Fußballspieler
- Rubén Chávez (1953–2013), Fußballspieler
- Ronaldo Cisneros (* 1997), Fußballspieler
- Félix Cruz Barbosa (* 1961), Fußballspieler und -trainer
- Sergio Flores (* 1995), Fußballspieler
- Bernard Francis Law (1931–2017), US-amerikanischer Geistlicher, Erzbischof von Boston und Erzpriester der römischen Patriarchalbasilika Santa Maria Maggiore
- Evan Hoyt (* 1995), britischer Tennisspieler
- Osmar Mares (* 1987), Fußballspieler
- Juan Carlos Medina (* 1983), Fußballspieler
- Oribe Peralta (* 1984), Fußballspieler
- Joaquín Reyes Chávez (* 1978), Fußballspieler
- Hugo René Rodríguez (* 1959), Fußballspieler
- Ricardo Rodríguez-Cavazos (1940–1983), US-amerikanischer Autorennfahrer
- Rafael Romo Muñoz (* 1940), katholischer Geistlicher, emeritierter Erzbischof von Tijuana
- Jorge Sánchez (* 1997), Fußballspieler
- Miguel Ángel Soto Arenas (1963–2009), Botaniker
- Sergio Enrique Villarreal (* 1969), Verbrecher